# Politiezone Regio Rhode & Schelde
De politiezone Regio Rhode & Schelde is gelegen in de Provincie Oost-Vlaanderen en omvat de gemeenten Destelbergen, Merelbeke-Melle en Oosterzele. Zij behoort tot het gerechtelijk arrondissement Oost-Vlaanderen, afdeling Gent, heeft een totale oppervlakte van ongeveer 12.000 Ha en dient een dienstverlening te onderhouden voor ongeveer 70.000 inwoners.

## Commissariaten
Naast het Hoofdcommissariaat in Merelbeke zijn er nog vijf lokale posten verspreid over het grondgebied van de politiezone Regio Rhode & Schelde.
- Commissariaat Oosterzele
- Commissariaat Destelbergen
- Commissariaat Melle
- Commissariaat Merelbeke
- Lokale Post Heusden